# Till eftertanke
Till eftertanke ("Til eftertanke") är en dikt skriven 1851-1852 av Sören Kierkegaard. Den finns i Synpunkter av min författarverksamhet ("Synspunktet for min Forfatter-Virksomhed") utgiven 1859 efter hans död . Kierkegaard beskrev att han kände ett behov och en slags plikt att en gång för alla gå rakt på sak och förklara vilken sorts författare han ansåg sig vara . 
Stycket är välkänt och omtyckt och citeras ofta. Dess innehåll och mening kan direkt kopplas till empati, vilket betyder förmågan att uppleva och förstå andra personers känslor. Texten används ofta inom bland annat människovårdande yrken .

## Bakgrund
Synpunkter på min författarverksamhet skrevs väldigt sent i Kierkegaards karriär som filosof, teolog och författare. Hans genombrott 1843 var boken Antingen-eller ("Enten-eller") som handlar om människans inställning till livet. Året därefter gav han ut boken Begreppet Ångest (”Begrebet Angest”) som tar upp ångestens betydelse för det mänskliga tänkandet. Det skulle senare bli grunden till den framtida existentialismen. Människan och livet är ett framträdande och återkommande ämne i många av Kierkegaards verk.

## Innehåll
Dikten handlar om en persons kunnande och åsikter om det rätta sättet att hjälpa en människa. Det ingår en person som behöver hjälp och en hjälpare. Dikten är skriven i jagform förutom i ett stycke “Den som inte kan det lurar sig själv när hon tror att hon kan hjälpa andra.” Det framgår inte 100 % i texten vem diktjaget är eller vem diktjaget talar med. Miljön beskrivs inte en enda gång, då dikten inte innehåller något bildspråk, det skapar en svårighet för läsaren att få en bild av var dikten utspelar sig. 

### Form och stildrag
Till eftertanke är från början ett stycke och har därför formats olika beroende på vem som har citerat det. Dikten är kort och den svenska översättningen är ofta fördelad på 6 korta stycken med totalt 147 ord. Varje stycke består ofta av en mening med rader bestående av 6-10 ord. Rytmen är inte konsekvent i dikten. Kierkegaard blandar istället många ord med en stavelse med några ord med flera stavelser, exempelvis "Om jag inte kan det så hjälper det inte att jag kan mer och vet mer" består bara av två olika ord som har mer än en stavelse. Dikten består även av okomplicerade ord vilket gör den lättläst trots sina långa meningar. 
Strukturen i dikten är konsekvent från början då den först ofta består av tre versrader sedan 2, 3, 2 stycken, sedan 2 stycken med 4 versrader för att avslutas med en enda mening “ Kan jag inte detta så kan jag inte heller hjälpa” som sammanfattar diktens budskap. Andra och fjärde stycket syftar tillbaka på stycket ovanför, “Den som inte kan det...” och “Om jag inte kan det...", de berättar båda vad som händer om man inte gör som det står ovanför.
Alla stycken berättar hur man ska göra och inte göra för att på bästa sätt hjälpa en människa, förutom i det tredje sista stycket, där han istället nämner vad det beror på om du fortfarande går emot vad dikten säger. Han skriver bland annat “ Vill jag ändå visa hur mycket jag kan så beror det på att jag är fåfäng och högmodig…”. I näst sista raden sätter han två motsatta ord bredvid varandra "...detta med att hjälpa inte är att vilja härska utan att vilja tjäna" då härska och tjäna är varandras motsats, vilket skapar ett förtydligande av vad han vill säga.
I ett stycke förekommer allitteration där "f" används i meningen “...men först och främst förstå det han förstår". Rim finns i det första stycket “...finna henne där hon är och börja just där”, då "där" och "är" rimmar. Dikten är väldigt konkret och berättar sakligt vad det är som behövs för att hjälpa en annan människa. Kierkegaard har inte använt sig av varken liknelser, metaforer eller liknande.

## Budskap och användning
Dikten är mest välkänd för sitt budskap. Det viktigaste Kierkegaard vill förmedla är vad han tycker krävs för att man ska lyckas hjälpa en annan människa. Han skriver att man måste förstå den andra personens upplevelse av sin situation och börja där, samtidigt måste man veta och förstå lite mer. Om man inte klarar detta så är man oförmögen att kunna hjälpa någon.
Han betonar att om man i grunden inte är intresserad av att hjälpa utan istället vill visa allt man kan, handlar det om att vilja bli beundrad och/eller utöva makt. Det Kierkegaard egentligen talar om är förmågan till empati, lyhördhet och respekt som de viktigaste ingredienserna i samspelet mellan hjälpare och den som behöver hjälp.
Detta är grundstenar i all verksamhet gällande människovårdande yrken. Ett stycke skrivet mer än 150 år sedan är idag högaktuell och beskriver allt det som anses vara essensen i äkta och framgångsrik hjälpsamhet. Det förhållningssätt som Kierkegaard beskriver används i moderna behandingsmetoder och samtalsmetodiker för att hjälpa människor inom hälso- och sjukvård samt inom socialtjänsten.